# Stickfluga
Stickfluga[källa behövs], även kallad stallfluga eller vanlig stickfluga, (Stomoxys calcitrans) är en tvåvingeart som beskrevs av Carl von Linné 1758. Stickflugan ingår i släktet Stomoxys och familjen egentliga flugor. Arten är reproducerande i Sverige. Inga underarter finns listade i Catalogue of Life. Arten är kosmopolitisk och lever i exempelvis i ladugårdar där den suger blod från boskap och även människor. Dess bett är smärtsamt och kan, om flugorna är talrika, stressa djuren.

## Bildgalleri

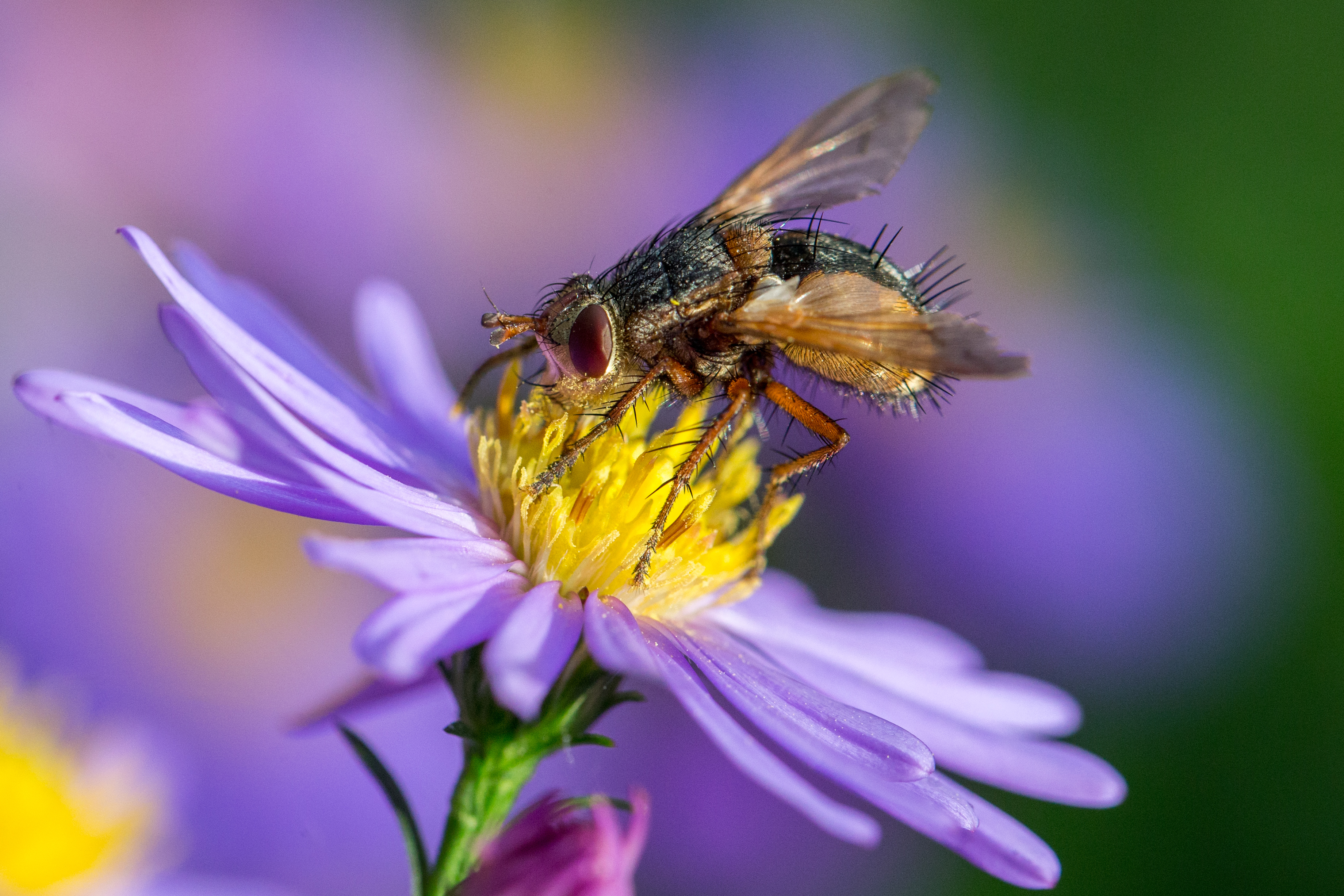
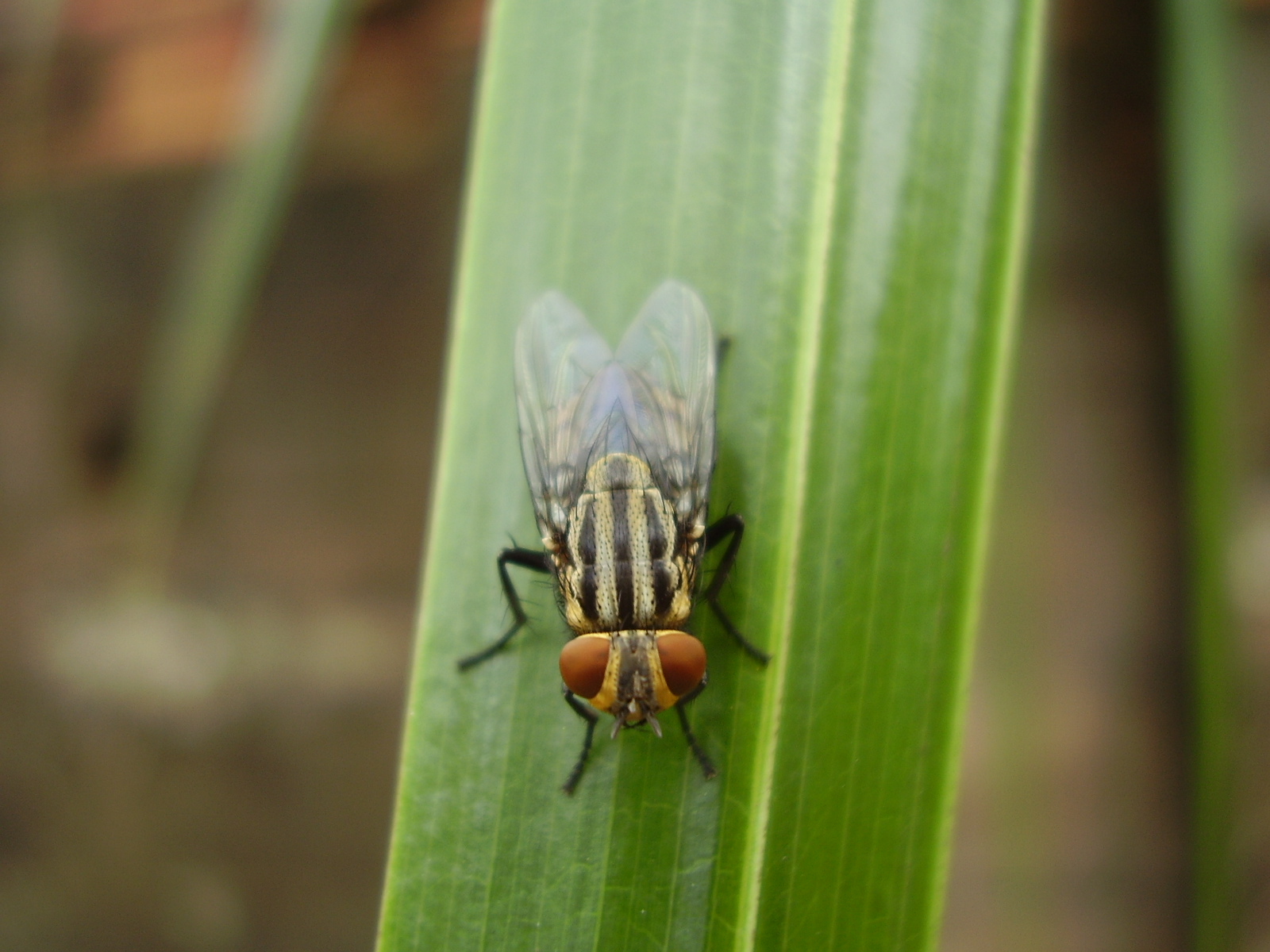
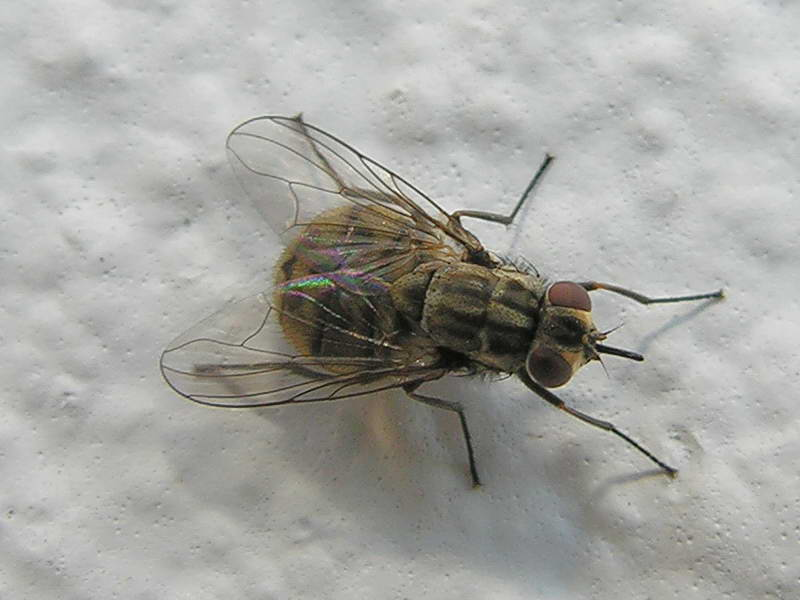